# NGC 4207
NGC 4207 is een spiraalvormig sterrenstelsel in het sterrenbeeld Maagd. Het hemelobject werd op 23 maart 1865 ontdekt door de Duits-Deense astronoom Heinrich Louis d'Arrest.

## Synoniemen
- UGC 7268
- MCG 2-31-69
- ZWG 69.107
- VCC 152
- IRAS12129+0951
- PGC 39206